# Хачмач
Хачмач (азерб. Xaçmaç) — село в Гызылобинском сельском административно-территориальном округе Ходжалинского района Азербайджана.

## География
Сёла Гызылоба, Ашагы-Емишджан, Хачмач, Юхары-Емишджан входят в состав Гызылобинского сельского административно-территориального округа Ходжалинского района, при этом село Гызылоба является центром этого сельского административно-территориального округа.

## История
В советский период на 1 января 1977 года село входило в состав Кармиргюхского (ныне село Гызылоба) сельсовета Степанакертского района Нагорно-Карабахской автономной области (НКАО) Азербайджанской ССР. Указом Президиума Верховного Совета Азербайджанской ССР от 15 мая 1978 года было постановлено утвердить решение исполнительного комитета областного Совета народных депутатов Нагорно-Карабахской автономной области о переносе центра Степанакертского района из города Степанакерт (ныне Ханкенди) в рабочий посёлок Аскеран и переименовании Степанакертского района в Аскеранский район. В результате это село оказалось в составе Аскеранского района НКАО Азербайджанской ССР.
2 сентября 1991 года на совместной сессии Нагорно-Карабахского областного и Шаумяновского районного Советов народных депутатов была принята Декларация о провозглашении Нагорно-Карабахской Республики в границах Нагорно-Карабахской автономной области (НКАО) и сопредельного Шаумяновского района Азербайджанской ССР.
26 ноября 1991 года Верховный Совет Азербайджанский Республики принял Закон «Об упразднении Нагорно-Карабахской автономной области Азербайджанской Республики». В этом Законе было постановлено помимо упразднения Нагорно-Карабахской Автономной Области (НКАО), в том числе также и упразднение Аскеранского района, образование Ходжалинского района с центром в городе Ходжалы и передача территории упразднённого Аскеранского района в состав Ходжалинского района. Решением Милли Меджлиса Азербайджанской Республики от 29 декабря 1992 года № 428 село Гармикюдж (или Кармиргюх) Ходжалинского района было переименовано в Гызылоба. В настоящее время село Хачмач входит в состав Гызылобинского сельского административно-территориального округа Ходжалинского района Азербайджана.
В результате Карабахского конфликта, село в начале 1990-х годов попало под контроль непризнанной Нагорно-Карабахской Республики (НКР). Согласно административно-территориальному делению непризнанной республики, контролировавшей село с начала 1990-х до 2023 года, село располагалось в Аскеранском районе НКР и продолжало называться Хачмач (арм. Խաչմաչ).
Согласно Трёхстороннему Заявлению в ночь с 9 по 10 ноября 2020 года, подписанному по итогам Второй Карабахской войны, село перешло под контроль Российских миротворческих сил.
В результате боевых действий в сентябре 2023 года Азербайджан восстановил свой контроль над селом.

## Достопримечательности
В селе сохранилась армянская церковь Шошкаванк XIII века, которая была отреставрирована в 2009 году.